# 温井站
溫井站（韓語：온정역）是位于朝鮮民主主義人民共和國黃海南道白川郡的一個鐵路車站。屬於白川線。

## 邻近车站
白川線
延安站 - 溫井站 - 红岘站